# Rima Dawes
La Rima Dawes è una struttura geologica della superficie della Luna.